# ジャン＝フランソワ・ジレ
ジャン＝フランソワ・ジレ（Jean-François Gillet, 1979年5月31日 - ）は、ベルギー・リエージュ出身の元サッカー選手・現指導者。ポジションはゴールキーパー。元ベルギー代表。

## 経歴
スタンダール・リエージュのユース出身。1999年にイタリアのセリエBに当時所属していたカルチョ・モンツァへ移籍。
2000年よりASバーリに所属。2003年からの1年間はトレヴィーゾFCへのレンタルを挟むもののバーリで長年レギュラーとしてキャリアの大半を過ごし、キャプテンも務め11年間で353試合に出場。名誉市民の表彰も受け賜わった。2009-10シーズンはレオナルド・ボヌッチ、アンドレア・ラノッキアとの強固なトライアングルでセリエAで10位に躍進した。
2011年6月30日、エミリアーノ・ヴィヴィアーノを放出したボローニャFCに移籍。途中故障で離脱した時期もあったが、正GKとしてチーム10年ぶりの1桁順位（9位）に導いた。
2012年7月5日、4季ぶりにセリエAに復帰したトリノFCに移籍。
2013年7月16日、バーリ時代に八百長に関わったとして3年7カ月の出場停止処分を受けた ものの、1年1カ月の出場停止処分に軽減された。この処分により2013-14シーズンは公式戦出場はなく、ベルギーがベスト8と好成績を残した2014 FIFAワールドカップの出場も逃した。
2014年8月17日に出場停止処分が解除され、2014-15シーズン開幕戦のインテル・ミラノ戦 (0-0)からベンチ入りを果たし、同年9月28日のACFフィオレンティーナ戦 (1-1)で公式戦復帰を果たした。同年10月2日に発表されたEURO2016予選、アンドラおよびボスニア・ヘルツェゴビナ戦に向けた招集メンバーに選ばれた。
2015年1月30日、セリエBのカルチョ・カターニアと2年半の契約を結んだ。
2016年7月11日、スタンダールと2年契約を結び古巣に復帰した。

## 個人成績
| シーズン  | クラブ       | リーグ                   | リーグ | リーグ |
| シーズン  | クラブ       | リーグ                   | 出場   | 得点   |
| --------- | ------------ | ------------------------ | ------ | ------ |
| 1996-97   | スタンダール | ジュピラー・プロ・リーグ | 1      | 0      |
| 1997-98   | スタンダール | ジュピラー・プロ・リーグ | 2      | 0      |
| 1998-99   | スタンダール | ジュピラー・プロ・リーグ | 0      | 0      |
| 1999-2000 | モンツァ     | セリエB                  | 33     | 0      |
| 2000-01   | モンツァ     | セリエB                  | 4      | 0      |
| 2000-01   | バーリ       | セリエA                  | 20     | 0      |
| 2001-02   | バーリ       | セリエB                  | 33     | 0      |
| 2002-03   | バーリ       | セリエB                  | 23     | 0      |
| 2003-04   | トレヴィーゾ | セリエB                  | 44     | 0      |
| 2004-05   | バーリ       | セリエB                  | 41     | 0      |
| 2005-06   | バーリ       | セリエB                  | 41     | 0      |
| 2006-07   | バーリ       | セリエB                  | 42     | 0      |
| 2007-08   | バーリ       | セリエB                  | 40     | 0      |
| 2008-09   | バーリ       | セリエB                  | 40     | 0      |
| 2009-10   | バーリ       | セリエA                  | 37     | 0      |
| 2010-11   | バーリ       | セリエA                  | 36     | 0      |
| 2011-12   | ボローニャ   | セリエA                  | 29     | 0      |
| 2012-13   | トリノ       | セリエA                  | 37     | 0      |
| 2013-14   | トリノ       | セリエA                  | 0      | 0      |
| 2014-15   | トリノ       | セリエA                  | 12     | 0      |
| 2014-15   | カターニア   | セリエB                  | 16     | 0      |
| 通算      | 通算         | 通算                     | 531    | 0      |

## タイトル

### クラブ
バーリ
- セリエB 2008-09